# RNA-virus
Een RNA-virus is een virus waarvan het erfelijk materiaal uit RNA bestaat; dit in tegenstelling tot een DNA-virus (waarvan het erfelijk materiaal uit DNA bestaat, net als het geval is bij de meeste organismen).

## Soorten en voorbeelden
RNA-virussen worden onderverdeeld in:
- (+)ssRNA-virussen: voorbeelden poliovirus, rinovirus, SARS-virus, SARS-CoV-2, hepatitis C-virus
- (-)ssRNA-virussen: voorbeelden mazelenvirus, ebolavirus, influenzavirus
- dsRNA-virussen: voorbeeld rotavirus
- ssRNA-RT-virussen: voorbeeld humaan immunodeficiëntievirus (hiv)

De afkorting ss staat voor single strand, één enkele RNA-streng, vergelijkbaar met mRNA zoals dat in de cellen van alle organismen voorkomt. De (+) geeft aan dat het RNA direct leesbaar is voor ribosomen en de (-) dat er eerst een matrijs (positieve kopie) moet worden gemaakt.
De afkorting ds staat voor double strand, een dubbele RNA-streng. Dit is buiten de groep van RNA-virussen verder zeer zeldzaam bij organismen.
SsRNA-RT-virussen zijn RNA-virussen die aan reverse-transcriptie doen. Hierbij wordt het RNA-streng omgezet in cDNA door het viraal enzym reverse-transcriptase. Het cDNA wordt dan geïntegreerd in het genoom van de gastheercel door integrase en zal net als ander cellulair DNA getranscribeerd worden in mRNA.